# Trachelipus ottomanicus
Trachelipus ottomanicus là một loài chân đều trong họ Trachelipodidae. Loài này được Vandel miêu tả khoa học năm 1980.